# Mjøsa
Mjøsa je najveće jezero u Norveškoj, nalazi se u jugoistočnoj Norveškoj u okruzima Akershus, Hedmark i Oppland. Mjøsa je poslije Hornindalsvatneta najdublje jezero u Europi. Na jezeru se nalazi najveći riječni otok u Norveškoj Helgøya. Površina jezera je 362 km2, volumen 56.0 km3, dubina 449 metara, a nalazi se 121 metar iznad morske razine.
Na jezeru se nalazi jedan otok: Helgøya.